# والاس ریدج، لوئیزیانا
والاس ریدج (به انگلیسی: Wallace Ridge) یک منطقهٔ مسکونی در ایالات متحده آمریکا است که در لوئیزیانا واقع شده‌است. والاس ریدج ۱۹٫۳ کیلومتر مربع مساحت و ۷۱۰ نفر جمعیت دارد و ۱۸٫۲۹ متر بالاتر از سطح دریا واقع شده‌است.